# Windpark Burgos
Der Windpark Burgos ist ein Windpark auf dem Gebiet der Stadtgemeinde Bangui, Provinz Ilocos Norte, Philippinen. Die installierte Leistung beträgt 150 MW. Damit ist Burgos mit Stand August 2022 der leistungsstärkste Windpark auf den Philippinen.
Mit den Bauvorbereitungen wurde im April 2013 begonnen; die Bauarbeiten für den ersten Abschnitt begannen im Juni 2013. Der Windpark ging im November 2014 in Betrieb. Die geplante Laufzeit der Generatoren liegt bei 20 Jahren. Die jährliche Erzeugung wird mit 370 GWh angegeben. Die erzeugte elektrische Energie wird über eine 43 km lange, einfache Freileitung, welche mit 115 kV betrieben wird, zum Umspannwerk der National Grid Corporation of the Philippines (NGCP) in Laoag City geführt.

## Abschnitte
Der Windpark wurde in zwei Abschnitten errichtet. Die folgende Tabelle gibt einen Überblick:
| Abschnitt | Anz. | Max. Leistung (MW) | Betriebsbeginn | Typ        | Status     |
| --------- | ---- | ------------------ | -------------- | ---------- | ---------- |
| 1         | 29   | 87                 | November 2014  | Vestas V90 | in Betrieb |
| 2         | 21   | 63                 | November 2014  | Vestas V90 | in Betrieb |

## Eigentümer
Der Windpark ist im Besitz der EDC Burgos Wind Power Corporation (EBWPC) und wird auch von EBWPC betrieben; EBWPC ist eine Tochter der Energy Development Corporation (EDC).

## Sonstiges
Die Kosten für den ersten Abschnitt werden mit 300 Mio. USD angegeben; darin enthalten sind die Kosten für die 29 WKAs, die Schaltanlage und die Freileitung. Die Kosten für das gesamte Projekt werden mit 450 Mio. USD angegeben.